# Maximilian Lenz
Maximilian Lenz (* 4. Oktober 1860 in Wien, Kaisertum Österreich; † 18. Mai 1948 ebenda) war ein österreichischer Maler, Graphiker und Bildhauer. Er war Gründungsmitglied der Wiener Secession.

## Leben und Werk
Lenz wurde am 4. Oktober 1860 in der Josefstädter Straße Nr. 23 in Wien geboren. Er war der Sohn des Schuhmachermeisters Vincent Lenz und dessen Frau Anna Theresia, geborene Krzbelka. Lenz hatte zwei Schwestern, Leopoldine Anna und Emma (letztere verstarb im Alter von 26 Jahren) sowie einen Bruder, der ebenfalls früh verstarb.
Das Talent von Maximilian Lenz wurde – auch durch das künstlerische Interesse seines Vaters – frühzeitig geweckt und erkannt. Im Alter von 14 Jahren besuchte er drei Jahre lang die Kunstgewerbeschule, bevor er im Alter von 17 Jahren an der Akademie der bildenden Künste in Wien aufgenommen wurde. In den folgenden Jahren entwickelte sich Maximilian Lenz unter dem Einfluss verschiedener Lehrer ständig weiter, er erhielt Auszeichnungen sowie einige gut dotierte Stipendien, die ihm unter anderem einen zweijährigen Aufenthalt in Italien – vornehmlich in Rom – ermöglichten. 1886 nahm Lenz auf Einladung des Wiener Kupferstechers Schirnböck einen Arbeitsauftrag in Buenos Aires an, wo er unter anderem für die Notenbank Banknotenentwürfe gefertigt haben soll sowie in der Zeitschrift „El Sudamericano“ zahlreiche Illustrationen veröffentlichte. Er wurde von der zu dieser Zeit herrschenden Revolution geprägt, die er in mehreren Arbeiten festhielt. Zurück in Wien wurde Lenz ein Bestandteil der sich dort entwickelnden Künstlerszene. Es entstanden Künstlervereinigungen (wie z. B. die Hagengesellschaft) die nach und nach eine Gegenströmung zur konservativen Linie des Künstlerhauses hervorriefen, aus der schlussendlich 1896/1897 die Wiener Secession entstand. 

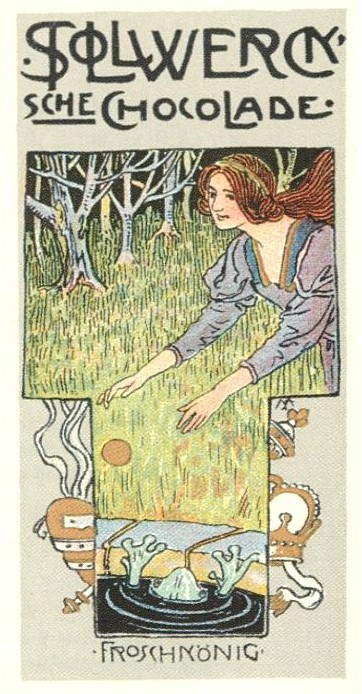
Froschkönig (1900)

Mit der zweiten Ausstellung 1898 wurde zugleich die Eröffnung des eigenen Gebäudes, dem lieblich genannten „Krauthappel“ von Joseph Maria Olbrich gefeiert. Bis zur Abspaltung der von Gustav Klimt angeführten Symbolisten (1905), entgegen der sich Lenz der von Josef Engelhart geführten Gruppe der Naturalisten anschloss, erschuf er im Rahmen zahlreicher Ausstellungen der Secession mehrere Kunstwerke. So entstanden wohl auch seine eindrucksvollsten Werke aus dieser künstlerisch fruchtbaren Phase. 1903 unternahm er gemeinsam mit Gustav Klimt eine Reise nach Oberitalien, die Klimt nachhaltig (Goldene Periode), aber auch Maximilian Lenz zumindest kurzzeitig künstlerisch beeinflusste.
1904 zog es den Maximilian Lenz nach Niederösterreich, wo er die Dienste des „Hofmalers“ als Zeichenlehrer für die angesehene Familie Kupelwieser antrat. Eines der künstlerisch begabtesten Familienmitglieder war Ida Kupelwieser (1870–1927), die Lenz im Alter von 66 Jahren 1926 in Wien heiratete, ihm aber schon vier Monate später durch einen Schlaganfall aus dem Leben genommen wurde. Er verbrachte seinen Lebensabend neben Kurzaufenthalten in Wien im Jagdgut Kyrnberg der Familie Kupelwieser in Pyhra bei St. Pölten, bevor er 1948 im Alter von 88 Jahren in Wien verstarb. Er wurde am Grinzinger Friedhof bestattet.

## Werke
- Eine Welt (1899)
- Sirk-Ecke (1900)
- Frühling (1904)
- Iduna (1904)
- Theatervorhang des Nationaltheaters in Iași, Rumänien
- Justitia, Deckengemälde des Justizpalastes Wien, 1927 abgebrannt